# Грузины в России
Грузины, проживающие в современной России, — одна из крупнейших грузинских диаспор в мире. По переписи 2002 года, в Российской Федерации было зафиксировано 200 934 человека, декларировавших себя грузинами; согласно данным переписи 2021 года — 112 765 . Неофициальные оценки численности грузин в России превышают данные переписи в 4 раза.

## Расселение
Так же как и другие крупные закавказские диаспоры, грузинская делится на «старую», «новую», «интегрированную» и «неинтегрированную». В отличие от других титульных национальностей Закавказья (армян и азербайджанцев), грузинская диаспора менее многочисленна, более дисперсна и не имеет районов компактного проживания селян грузинской национальности. B Москве по данным переписи 2002 года проживали свыше 57 тысяч грузин. Свыше 20 тысяч грузин проживало на тот момент в Краснодарском крае. С 1989 по 2002 год число грузин в российской столице увеличилось почти в 3 раза.

## Субэтническая классификация
Госкомстат РФ официально подразделяет грузин на несколько субэтносов: собственно грузины, аджарцы, ингилойцы, лазы, мегрелы, сваны. В самой Грузии есть и более мелкие субэтнические группы.

## История
Первые грузины появились на территории России во времена раннего средневековья. Первые грузинские общины появились в значительных количествах в XVII веке, после того как царевич Картли Николай Давидович жил в Москве в 1650—1660 годах. Многолюдные грузинские колонии появились в XVII веке в Москве и в Астрахани, а в XVIII веке — также и в Петербурге. Царь Имеретии Арчил II (царь-поэт) после поражения в борьбе с Турцией бежал в Россию и после 1685 года жил в Москве со всей семьей и свитой. В 1724 году, также после военного поражения, в Москве обосновался царь Картли Вахтанг VI. Его свита из 1200 человек занимала целый квартал столицы. Вахтанг VI был погребён в Астрахани.
К 1738 году грузинских князей и дворян в России стало так много, что из них была образована гусарская рота, а в 1741 году — и гусарский полк из 10 рот численностью 1000 человек. В этот период число грузин в России росло так быстро что в Подмосковье они заселили село Воскресенское, а родовой усыпальницей семьи Арчила стал Донской монастырь.
В начале XIX века грузинские колонии появились также в Нижнем Новгороде, Моздоке, Кизляре, на Полтавщине.
В XX веке, после Октябрьской революции 1917 года, в Россию из Грузии начали активно переселяться не только знатные люди, но и простолюдины.
Во второй половине XX века в РСФСР происходил бурный рост числа числа грузин при параллельном стремительном упадке русской общины в самой Грузии. При этом из Грузинской ССР и Грузии в Россию активно переселялись не только грузины, но также русские, армяне, азербайджанцы, осетины, евреи и цалкинские греки.

## Экономика
Грузинская диаспора России традиционно занимает первое место (свыше 30 %) по сумме денежных переводов в Грузию. На их основе формируется свыше 12 % ВВП последней.

## Известные русские деятели грузинского происхождения
Ниже по категориям в хронологической последовательности представлены деятели России (Российской Империи, СССР и РФ) грузинского происхождения.

### Политические, общественные и государственные деятели
- Павел Дмитриевич Цицианов (урожд. Павле Димитрис дзе Цицишвили; 1754—1806) — военный и государственный деятель.
- Алексей Давыдович Панчулидзев (1758—1834) — Саратовский губернатор, действительный статский советник.
- Владимир Михайлович Яшвиль (урожд. Владимир Михайлович Яшвили; 1764—1815) — офицер, участник Убийства Павла I.
- Пётр Иванович Багратион (1765—1812) — офицер, герой Отечественной войны 1812 года.
- Лев Михайлович Яшвиль (урожд. Леван Михайлович Яшвили; 1772—1836) — военный деятель.
- Иосиф Давыдович Тархан-Моуравов (1816—1878) — офицер, участника Кавказской и Крымской войны.
- Иван Гивич Амилахори (1829—1905) — офицер, один из командующих во время Кавказской войны.
- Иван Макарович Джамбакуриан-Орбелиани (1845—1919) — офицер, герой Кавказской и Русской турецкой война 1877—1878.
- Николай Семёнович Чхеидзе (1864—1926) — политический деятель, первый председатель Петросовета.
- Георгий Иванович Мазниашвили (1870—1937) — офицер, участник Русско-японской, Первой мировой, Советско-грузинской войны, военачальник Грузинской демократической республики.
- Виктор Иванович Нанейшвили (1878—1940) — партийный и государственный деятель.
- Иосиф Виссарионович Сталин (урожд. Иосиф Виссарионович Джугашвили; 1878—1953) — государственный, военный и политический деятель, лидер Советского Союза с конца 1920-х по 1953 год.
- Иван Дмитриевич Орахелашвили (1881—1937) — партийный деятель.
- Самуил Григорьевич Буачидзе (1882—1918) — революционер-большевик.
- Сергей Иванович Кавтарадзе (1885—1971) — революционер и государственный деятель.
- Григорий Константинович Орджоникидзе (1886—1937) — видный революционер, государственный и партийный деятель.
- Николай Самсонович Сванидзе (1895—1935) — государственный и партийный деятель.
- Лаврентий Павлович Берия (урожд. Лавренти Павлес дзе Бериа; 1899—1953) — государственный и партийный деятель, нарком внутренних дел.
- Константин Николаевич Леселидзе (1903—1944) — военачальник, Герой Советского Союза.
- Гео́ргий Миха́йлович Бери́ев (Бериашвили) (1903—1979) — советский авиаконструктор. Генерал-майор инженерно-технической службы.
- Михаил Порфирьевич Георгадзе (1912—1982) — секретарь Президиума Верховного Совета СССР (1957—1982).
- Мелитон Варламович Кантария (1920—1993) — офицер, совместно с М. А. Егоровым водрузил Знамя Победы над рейхстагом.
- Эдуард Амвросиевич Шеварднадзе (1928—2014) — министр иностранных дел СССР (1985—1990).
- Тенгиз Николаевич Ментешашвили (1928—2016) — последний секретарь Президиума Верховного Совета СССР (1982—1989)
- Тимур Автандилович Апакидзе (1954—2001) — советский и российский военный лётчик. Герой Российской Федерации (17.08.1995), лётчик-снайпер. Генерал-майор (15.12.1995).
- Владимир Владимирович Таташвили (1979—1999) — командир отделения десантно-штурмового взвода 2-й десантно-штурмовой роты 876-го отдельного десантно-штурмового батальона 61-й отдельной Киркенесской Краснознаменной бригады морской пехоты Краснознамённого Северного флота, сержант. Герой Российской Федерации.

### Деятели культуры
- Нина Александровна Чавчавадзе (1812—1857) — аристократка, княжна, жена писателя А. С. Грибоедова.
- Александр Порфирьевич Бородин (1833—1887) — композитор и химик, основоположник русского эпического симфонизма.
- Нико Пиросмани (урожд. Николай Асланович Пиросманашвили (Пиросманишвили); 1862—1918) —  художник-самоучка, представитель примитивизма, один из крупнейших мастеров наивного искусства.
- Николай Яковлевич Марр (1865—1934) — востоковед, кавказовед, историк, филолог.
- Михаил Константинович Калатозов (урожд. Михаил Константинович Калатозишвили; 1903—1973) — кинорежиссёр, создатель фильма «Летят журавли».
- Ираклий Луарсабович Андроников (урожд. Ираклий Луарсабович Андроникашвили; 1908—1990) — писатель, литературовед, телеведущий.
- Булат Шалвович Окуджава (1924—1997) — поэт, бард, композитор.
- Марлен Мартынович Хуциев (урожд. Марлен Мартынович Хуцишвили; 1925—2019) — кинорежиссёр, сценарист, актёр.
- Арчил Михайлович Гомиашвили (1926—2005) — актёр, предприниматель.
- Георгий Николаевич Данелия (1930—2019) — кинорежиссёр, сценарист, актёр, публицист.
- Зураб Константинович Церетели (род. 1934) — скульптор.
- Олег Валерианович Басилашвили (род. 1934) — актёр театра и кино.
- Зураб Лаврентьевич Соткилава (1937—2017) — оперный певец.
- Вахтанг Константинович Кикабидзе (1938-2023) — киноактёр, сценарист, кинорежиссёр, певец.
- Лео Антонович Бокерия (род. 1939) — кардиохирург, изобретатель.
- Маквала Филимоновна Касрашвили (род. 1942) — оперная певица.
- Николай Карлович Сванидзе (род. 1955—2024) — историк, телеведущий.
- Борис Акунин (урожд. Григорий Шалвович Чхартишвили; род. 1956) — писатель, литературовед, учёный-японист.
- Тамара Михайловна Гвердцители (урожд. Тамрико Михайловна Гвердцители; род. 1962) — композитор, эстрадная певица.
- Григорий Викторович Лепс (урожд. Григорий Викторович Лепсверидзе; род. 1962) — эстрадный певец, композитор.
- Иосиф Раминович Павлиашвили (род. 1964) — эстрадный певец.
- Валерий Шотаевич Меладзе (урожд. Валериан Шотаевич Меладзе; род. 1965) — поп-певец.
- Сергей Ножериевич Чонишвили (род. 1965) — актер театра и кино, актёр дубляжа, официальный голос телеканала «СТС».
- Отар Шалвович Кушанашвили (род. 1970) — журналист, телеведущий, колумнист.
- Николай Максимович Цискаридзе (род. 1973) — артист балета, премьер.
- Этери Георгиевна Тутберидзе (род. 1974) — тренер по фигурному катанию.
- Тина (Тинатин) Гивиевна Канделаки (род. 1975) — журналистка, телеведущая и общественный деятель.
- Диана Гудаевна Гурцкая (род. 1978) — эстрадная певица и общественный деятель.
- L’One (наст. имя Леван Емзарович Горозия; род. 1985) — рэпер, участник лейбла Black Star Inc..

### Спортсмены
- Давит Гочаевич Чакветадзе (род. 1992) — борец классического стиля, олимпийский чемпион.
- Дали Ладовна Лилуашвили (род. 1999) — дзюдоистка, чемпионка России.
- Зураб Гурамович Гедехаури (род. 1994) — борец классического стиля, призёр чемпионата мира.